# Cinquième district congressionnel de Pennsylvanie
Le 5e district congressionnel de Pennsylvanie englobe tout le comté de Delaware, une enclave du comté de Chester, une petite partie du sud du comté de Montgomery et une partie du sud de Philadelphie. La Démocrate Mary Gay Scanlon représente le district.
Avant 2018, le 5e district était situé dans le centre-nord de la Pennsylvanie et était le plus grand en superficie, et donc le moins densément peuplé, de tous les districts congressionnels de Pennsylvanie. Il était de tendance républicaine et représenté par Glenn Thompson, Républicain. Cependant, en février 2018, la Cour suprême de Pennsylvanie a redessiné ce district après avoir jugé la précédente carte des districts inconstitutionnelle en raison d'un gerrymandering partisan, attribuant son numéro à un district plus à gauche du sud-est de la Pennsylvanie pour les élections de 2018 et la représentation par la suite - essentiellement, un successeur de l'ancien 7e district. La majeure partie du territoire de Thompson est devenue un nouveau 15e district fortement Républicain. Il y a été réélu.
Le 5e district est principalement suburbain, mais contient également quelques zones urbaines et rurales. L'intégralité du comté de Delaware et la majorité des banlieues principales et du sud de Philadelphie font partie de ce district. Le district est assez diversifié par rapport aux autres districts de Pennsylvanie et compte environ 25 % d'Afro-Américains.

## Géographie
Le 5e district congressionnel de Pennsylvanie est situé dans le coin sud-est de la Pennsylvanie et comprend tout ou partie des quatre comtés suivants :
- Chester
- Delaware
- Montgomery
- Philadelphie

Les villes dans le district comprennent :
- Philadelphie
- Chester

## Historique de vote
| Années | Poste      | Résultats                 |
| ------ | ---------- | ------------------------- |
| 2020   | Président  | Biden 65,0 % – 34,0 %     |
| 2022   | Gouverneur | Shapiro 70,0 % – 28,0 %   |
| 2022   | Sénat      | Fetterman 65,0 % – 32,0 % |

## Liste des représentants du district

### 1791 - 1793: Un siège
Le district fut établi en 1791 depuis le district at-large.
| Membre                          | Parti              | Années                    | Congrès | Histoire électorale                                |
| ------------------------------- | ------------------ | ------------------------- | ------- | -------------------------------------------------- |
| District établit le 4 mars 1791 |                    |                           |         |                                                    |
| John W. Kittera (en)            | Pro Administration | 4 mars 1791 - 3 mars 1793 | 2e      | Élu en 1791. Redécoupage vers le district at-large |

Le district fut redécoupé en 1793 vers le district at-large.

### 1795 - 1813: Un siège
| Membre                     | Parti                 | Années                             | Congrès   | Histoire électorale |
| -------------------------- | --------------------- | ---------------------------------- | --------- | --- |
| Daniel Hiester (en)        | Républicain-Démocrate | 4 mars 1795 - 1er juillet 1796     | 44e       | Redécoupage depuis le district at-large et réélu en 1794. Démissionne.                                                    |
| Vacant                     | Vacant                | 1er juillet 1796 - 8 décembre 1796 | 44e       | |
| George Ege (en)            | Fédéraliste           | 8 décembre 1796 - 3 mars 1797      | 44e       | Élu le 10 décembre 1797 pour terminer le mandat de Hiester. Également élu le même jour pour un autre mandat. Démissionne. |
| George Ege (en)            | Fédéraliste           | 4 mars 1797 - Octobre 1797         | 5e        | Élu le 10 décembre 1797 pour terminer le mandat de Hiester. Également élu le même jour pour un autre mandat. Démissionne. |
| Vacant                     | Vacant                | Octobre 1797 - 1er décembre 1797   | 5e        | |
| Joseph Hiester (en)        | Républicain-Démocrate | 1er décembre 1797 - 3 mars 1799    | 5e        | Élu pour terminer le mandat d'Ege. Réélu en 1798. Réélu en 1800. Redécoupage vers le 3e district.                         |
| Joseph Hiester (en)        | Républicain-Démocrate | 4 mars 1799 - 3 mars 1803          | 6e , 7e   | Élu pour terminer le mandat d'Ege. Réélu en 1798. Réélu en 1800. Redécoupage vers le 3e district.                         |
| Andrew Gregg               | Républicain-Démocrate | 4 mars 1803 - 3 mars 1807          | 8e , 9e   | Redécoupage depuis le 9e district et réélu en 1802. Réélu en 1804. Perd sa réélection.                                    |
| Daniel Montgomery Jr. (en) | Républicain-Démocrate | 4 mars 1807 - 3 mars 1809          | 10e       | Élu en 1806. Retrait. |
| George Smith (en)          | Républicain-Démocrate | 4 mars 1809 - 3 mars 1813          | 11e , 12e | Réélu en 1808. Réélu en 1810. Redécoupage vers le 10e district et perd sa réélection.                                     |

### 1813 - 1823: Deux sièges
| Années                         | Congrès |                       | Siège A               | Siège A | Siège A                      |                       | Siège B | Siège B | Siège B |
| Années                         | Congrès | Membre                | Parti                 | Histoire électorale | Membre                       | Parti                 | Histoire électorale |         |         |
| 4 mars 1813 - 8 avril 1813     | 13e     | William Crawford (en) | Républicain-Démocrate | Redécoupage depuis le 6e district et réélu en 1812. Réélu en 1814. Perd sa réélection.                                      | Robert Whitehill (en)        | Républicain-Démocrate | Redécoupage depuis le 4e district et réélu en 1812. Décès.                                                                                               |         |         |
| 8 avril 1813 - 11 mai 1813     | 13e     | William Crawford (en) | Républicain-Démocrate | Redécoupage depuis le 6e district et réélu en 1812. Réélu en 1814. Perd sa réélection.                                      | Vacant                       | Vacant                | |         |         |
| 11 mai 1813 - 3 mars 1815      | 13e     | William Crawford (en) | Républicain-Démocrate | Redécoupage depuis le 6e district et réélu en 1812. Réélu en 1814. Perd sa réélection.                                      | John Rea (en)                | Républicain-Démocrate | Élu pour terminer le mandat de Whitehill. Retrait. |         |         |
| 4 mars 1815 - 3 mars 1817      | 14e     | William Crawford (en) | Républicain-Démocrate | Redécoupage depuis le 6e district et réélu en 1812. Réélu en 1814. Perd sa réélection.                                      | William Maclay (en)          | Républicain-Démocrate | Élu en 1814. Réélu en 1816. Retrait. |         |         |
| 4 mars 1817 - 3 mars 1819      | 15e     | Andrew Boden (en)     | Républicain-Démocrate | Élu en 1816. Réélu en 1818. Retrait.                                                                                        | William Maclay (en)          | Républicain-Démocrate | Élu en 1814. Réélu en 1816. Retrait. |         |         |
| 4 mars 1819 - 15 mai 1820      | 16e     | Andrew Boden (en)     | Républicain-Démocrate | Élu en 1816. Réélu en 1818. Retrait.                                                                                        | David Fullerton (en)         | Républicain-Démocrate | Élu en 1818. Démissionne. |         |         |
| 15 mai 1820 - 13 novembre 1820 | 16e     | Andrew Boden (en)     | Républicain-Démocrate | Élu en 1816. Réélu en 1818. Retrait.                                                                                        | Vacant                       | Vacant                | |         |         |
| 13 novembre 1820 - 3 mars 1821 | 16e     | Andrew Boden (en)     | Républicain-Démocrate | Élu en 1816. Réélu en 1818. Retrait.                                                                                        | Thomas Grubb McCullough (en) | Fédéraliste           | Élu le 10 octobre 1820 pour terminer le mandat de Fullerton et intronisé le 13 novembre 1820. Ne s'est pas présenté le même jour pour le mandat suivant. |         |         |
| 4 mars 1821 - 12 décembre 1821 | 17e     | Vacant                | Vacant                | Le Représentant-élu James Duncan démissionne avant l'assemblée du Congrès.                                                  | James McSherry (en)          | Fédéraliste           | Élu en 1820. Redécoupage vers le 11e district et perd sa réélection.                                                                                     |         |         |
| 12 décembre 1821 - 3 mars 1823 | 17e     | John Findlay (en)     | Républicain-Démocrate | Élu le 9 octobre 1821 pour terminer le mandat de Duncan et intronisé le 12 décembre 1821. Redécoupage vers le 11e district. | James McSherry (en)          | Fédéraliste           | Élu en 1820. Redécoupage vers le 11e district et perd sa réélection.                                                                                     |         |         |

### 1823 - Présent: Un siège
| Membre                       | Parti                         | Années                            | Congrès        | Histoire électorale |
| ---------------------------- | ----------------------------- | --------------------------------- | -------------- | --- |
| Philip Swenk Markley (en)    | Républicain-Démocrate Jackson | 4 mars 1823 - 3 mars 1825         | 18e , 19e      | Élu en 1822. Réélu en 1824. Perd sa réélection. |
| Philip Swenk Markley (en)    | Anti-Jacksonien               | 4 mars 1825 - 3 mars 1827         | 18e , 19e      | Élu en 1822. Réélu en 1824. Perd sa réélection. |
| John Benton Sterigere (en)   | Jacksonien (en)               | 4 mars 1827 - 3 mars 1831         | 20e , 21e      | Élu en 1826. Réélu en 1828. Retrait. |
| Joel Keith Mann (en)         | Jacksonien (en)               | 4 mars 1831 - 3 mars 1835         | 22e , 23e      | Élu en 1830. Réélu en 1832. Retrait. |
| Jacob Fry Jr. (en)           | Jacksonien (en)               | 4 mars 1835 - 3 mars 1837         | 24e , 25e      | Élu en 1834. Réélu en 1836. Retrait. |
| Jacob Fry Jr. (en)           | Démocrate                     | 4 mars 1837 - 3 mars 1839         | 24e , 25e      | Élu en 1834. Réélu en 1836. Retrait. |
| Joseph Fornance (en)         | Démocrate                     | 4 mars 1839 - 3 mars 1843         | 26e , 27e      | Élu en 1838. Réélu en 1840. |
| Jacob Senewell Yost (en)     | Démocrate                     | 4 mars 1843 - 3 mars 1847         | 28e , 29e      | Élu en 1843. Réélu en 1844. |
| John Freedley (en)           | Whig                          | 4 mars 1847 - 3 mars 1851         | 30e , 31e      | Élu en 1846. Réélu en 1848. |
| John McNair (en)             | Démocrate                     | 4 mars 1851 - 3 mars 1855         | 32e , 33e      | Élu en 1850. Réélu en 1852. |
| John Cadwalader (en)         | Démocrate                     | 4 mars 1855 - 3 mars 1857         | 34e            | Élu en 1854. |
| Owen Jones (en)              | Démocrate                     | 4 mars 1857 - 3 mars 1859         | 35e            | Élu en 1856. Perd sa réélection. |
| John Wood (en)               | Républicain                   | 4 mars 1859 - 3 mars 1861         | 36e            | Élu en 1858. Retrait. |
| William M. Davis (en)        | Républicain                   | 4 mars 1861 - 3 mars 1863         | 37e            | Élu en 1860. |
| Martin Russell Thayer (en)   | Républicain                   | 4 mars 1863 - 3 mars 1867         | 38e , 39e      | Élu en 1862. Réélu en 1864. Refuse d'être candidat à sa renomination. |
| Caleb Newbold Taylor (en)    | Républicain                   | 4 mars 1867 - 3 mars 1869         | 40e            | Élu en 1866. |
| John Roberts Reading (en)    | Démocrate                     | 4 mars 1869 - 13 avril 1870       | 41e            | Perd la contestation de son élection. |
| Caleb Newbold Taylor (en)    | Républicain                   | 13 avril 1870 - 3 mars 1871       | 41e            | Remporte la contestation de son élection. |
| Alfred C. Harmer (en)        | Républicain                   | 4 mars 1871 - 3 mars 1875         | 42e , 43e      | Élu en 1870. Réélu en 1872. Perd sa réélection. |
| John Robbins (en)            | Démocrate                     | 4 mars 1875 - 3 mars 1877         | 44e            | Élu en 1874. Refuse d'être candidat à sa réélection. |
| Alfred C. Harmer (en)        | Républicain                   | 4 mars 1877 - 6 mars 1900         | 45e - 56e      | Élu en 1876. Réélu en 1878. Réélu en 1880. Réélu en 1882. Réélu en 1884. Réélu en 1886. Réélu en 1890. Réélu en 1892. Réélu en 1894. Réélu en 1896. Réélu en 1898. Décès. |
| Vacant                       | Vacant                        | 6 mars 1900 - 6 novembre 1900     | 56e            | |
| Edward de Veaux Morell (en)  | Républicain                   | 6 novembre 1900 - 3 mars 1907     | 56e - 59e      | Élu en 1900. Réélu en 1902. Réélu en 1904. Retrait. |
| William Walker Foulkrod (en) | Républicain                   | 4 mars 1907 - 13 novembre 1910    | 60e , 61e      | Élu en 1906. Réélu en 1908. Décès. |
| Vacant                       | Vacant                        | 13 novembre 1910 - 3 mars 1911    | 61e            | |
| Michael Donohoe (en)         | Démocrate                     | 4 mars 1911 - 3 mars 1915         | 62e , 63e      | Élu en 1910. Réélu en 1912. Perd sa réélection. |
| Peter E. Costello (en)       | Républicain                   | 4 mars 1915 - 3 mars 1921         | 64e - 66e      | Élu en 1914. Réélu en 1916. Réélu en 1918. Perd sa réélection. |
| James J. Connolly (en)       | Républicain                   | 4 mars 1921 - 3 janvier 1935      | 67e - 73e      | Élu en 1920. Réélu en 1922. Réélu en 1924. Réélu en 1926. Réélu en 1928. Réélu en 1930. Réélu en 1932. Perd sa réélection.                                                |
| Frank J. G. Dorsey (en)      | Démocrate                     | 3 janvier 1935 - 3 janvier 1939   | 74e , 75e      | Élu en 1934. Réélu en 1936. Perd sa réélection. |
| Fred C. Gartner (en)         | Républicain                   | 3 janvier 1939 - 3 janvier 1941   | 76e            | Élu en 1938. Perd sa réélection. |
| Francis R. Smith (en)        | Démocrate                     | 3 janvier 1941 - 3 janvier 1943   | 77e            | Élu en 1940. Perd sa réélection. |
| C Frederick Pracht (en)      | Républicain                   | 3 janvier 1943 - 3 janvier 1945   | 78e            | Élu en 1942. Perd sa réélection. |
| William J. Green Jr. (en)    | Démocrate                     | 3 janvier 1945 - 3 janvier 1947   | 79e            | Élu en 1944. Perd sa réélection. |
| George W. Sarbacher Jr. (en) | Républicain                   | 3 janvier 1947 - 3 janvier 1949   | 80e            | Élu en 1946. Perd sa réélection. |
| William J. Green Jr. (en)    | Démocrate                     | 3 janvier 1949 - 21 décembre 1963 | 81e - 88e      | Élu en 1948. Réélu en 1950. Réélu en 1952. Réélu en 1954. Réélu en 1956. Réélu en 1958. Réélu en 1960. Réélu en 1962. Décès.                                              |
| Vacant                       | Vacant                        | 21 décembre 1963 - 28 avril 1964  | 88e            | |
| William J. Green III (en)    | Démocrate                     | 28 avril 1964 - 3 janvier 1973    | 88e - 92e      | Élu pour terminer le mandat de son père. Réélu en 1964. Réélu en 1966. Réélu en 1968. Réélu en 1970. Redécoupage vers le 3e district.                                     |
| John H. Ware III (en)        | Républicain                   | 3 janvier 1973 - 3 janvier 1975   | 93e            | Redécoupage depuis le 9e district et réélu en 1972. Retrait. |
| Dick Schulze (en)            | Républicain                   | 3 janvier 1975 - 3 janvier 1993   | 94e - 102e     | Élu en 1974. Réélu en 1976. Réélu en 1978. Réélu en 1980. Réélu en 1982. Réélu en 1984. Réélu en 1986. Réélu en 1988. Réélu en 1990. Retrait.                             |
| William Clinger (en)         | Républicain                   | 3 janvier 1993 - 3 janvier 1997   | 103e , 104e    | Redécoupage depuis le 23e district et réélu en 1992. Réélu en 1994. Retrait.                                                                                              |
| John E. Peterson (en)        | Républicain                   | 3 janvier 1997 - 3 janvier 2009   | 105e - 110e    | Élu en 1996. Réélu en 1998. Réélu en 2000. Réélu en 2002. Réélu en 2004. Réélu en 2006. Retrait.                                                                          |
| Glenn Thompson               | Républicain                   | 3 janvier 2009 - 3 janvier 2019   | 111e - 115e    | Élu en 2008. Réélu en 2010. Réélu en 2012. Réélu en 2014. Réélu en 2016. Redécoupage vers le 15e district.                                                                |
| Mary Gay Scanlon             | Démocrate                     | 3 janvier 2019 - Présent          | 116e - Présent | Redécoupage depuis le 7e district et réélue en 2018. Réélue en 2020. Réélue en 2022.                                                                                      |

## Résultats des récentes élections
Voici les résultats des dix précédents cycles électoraux dans le district.

## Frontières historiques du district

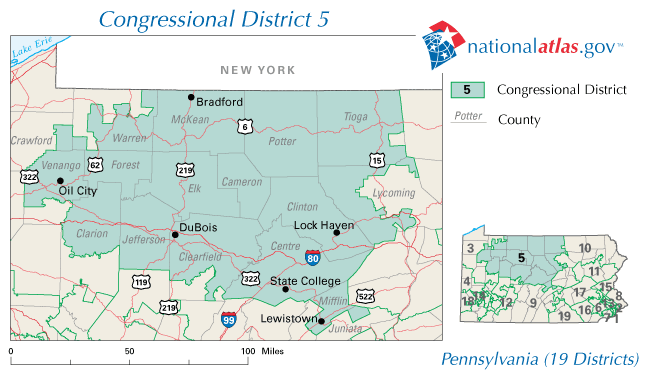
2003 - 2013

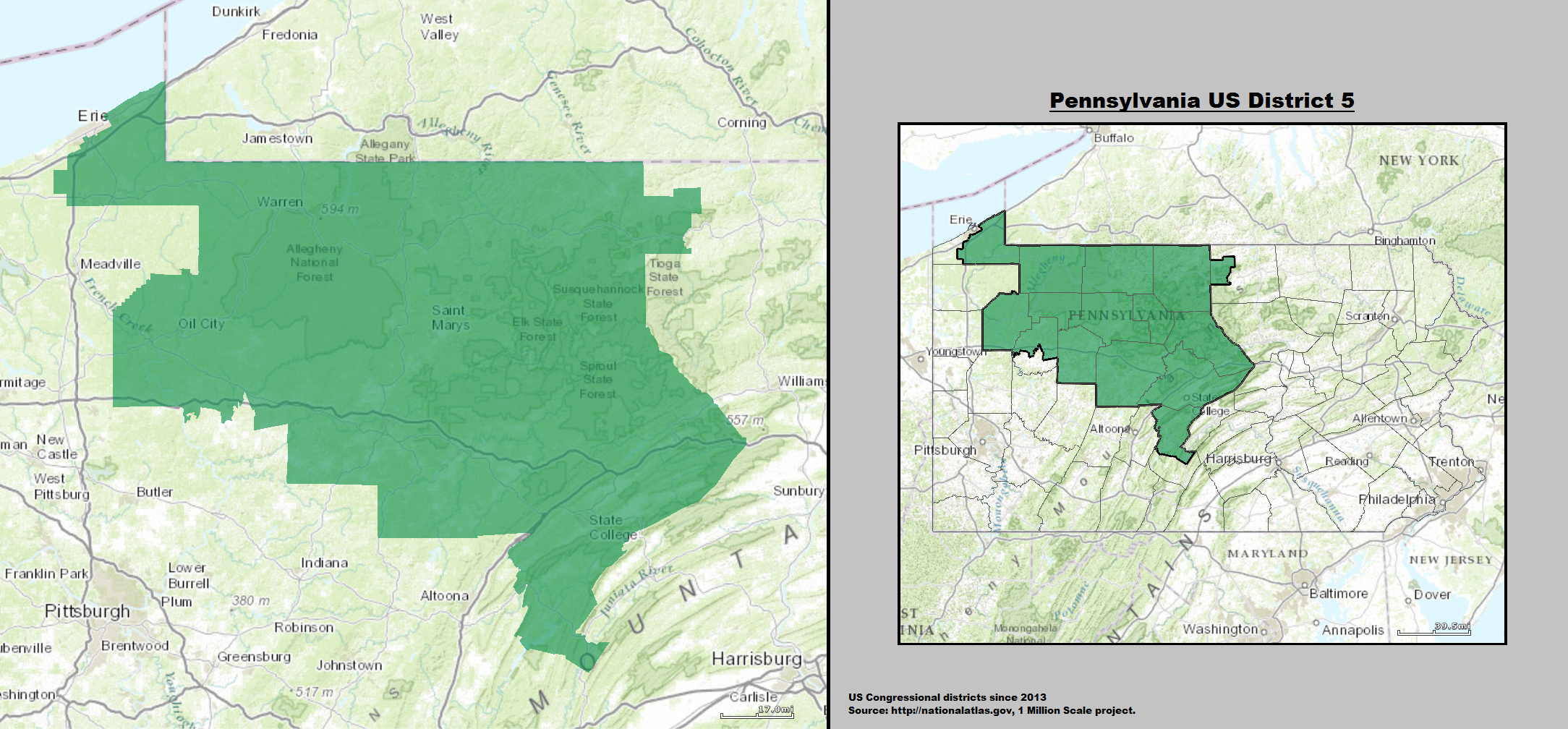
2013 - 2019

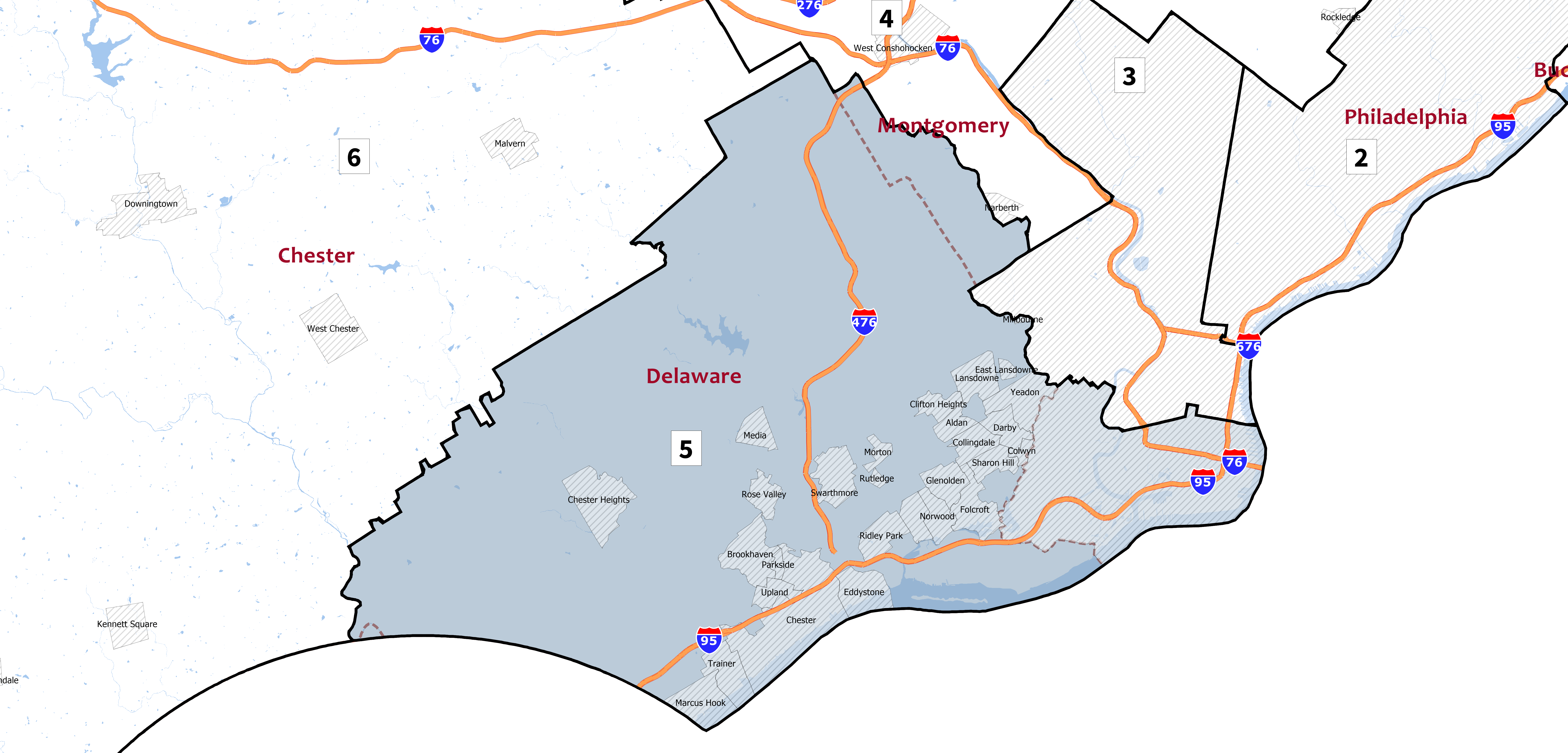
2019 - 2023

### 2004
| Élection de 2004 du 5e district congressionnel de Pennsylvanie | Élection de 2004 du 5e district congressionnel de Pennsylvanie | Élection de 2004 du 5e district congressionnel de Pennsylvanie | Élection de 2004 du 5e district congressionnel de Pennsylvanie | Élection de 2004 du 5e district congressionnel de Pennsylvanie |
| -------------------------------------------------------------- | -------------------------------------------------------------- | -------------------------------------------------------------- | -------------------------------------------------------------- | -------------------------------------------------------------- |
| Parti                                                          | Parti                                                          | Candidat                                                       | Votes                                                          | %                                                              |
|                                                                | Républicain                                                    | John E. Peterson (en) (sortant)                                | 192 852                                                        | 88,0                                                           |
|                                                                | Libertarien                                                    | Thomas Martin                                                  | 26 239                                                         | 12,0                                                           |
| Total des votes                                                | Total des votes                                                | Total des votes                                                | 219 091                                                        | 100 %                                                          |
|                                                                | Les Républicains conservent                                    |                                                                |                                                                |                                                                |

### 2006
| Élection de 2006 du 5e district congressionnel de Pennsylvanie | Élection de 2006 du 5e district congressionnel de Pennsylvanie | Élection de 2006 du 5e district congressionnel de Pennsylvanie | Élection de 2006 du 5e district congressionnel de Pennsylvanie | Élection de 2006 du 5e district congressionnel de Pennsylvanie |
| -------------------------------------------------------------- | -------------------------------------------------------------- | -------------------------------------------------------------- | -------------------------------------------------------------- | -------------------------------------------------------------- |
| Parti                                                          | Parti                                                          | Candidat                                                       | Votes                                                          | %                                                              |
|                                                                | Républicain                                                    | John E. Peterson (en) (sortant)                                | 115 126                                                        | 60,1                                                           |
|                                                                | Démocrate                                                      | Donald L. Hilliard                                             | 76 456                                                         | 39,9                                                           |
| Total des votes                                                | Total des votes                                                | Total des votes                                                | 191 582                                                        | 100 %                                                          |
|                                                                | Les Républicains conservent                                    |                                                                |                                                                |                                                                |

### 2008
| Élection de 2008 du 5e district congressionnel de Pennsylvanie | Élection de 2008 du 5e district congressionnel de Pennsylvanie | Élection de 2008 du 5e district congressionnel de Pennsylvanie | Élection de 2008 du 5e district congressionnel de Pennsylvanie | Élection de 2008 du 5e district congressionnel de Pennsylvanie |
| -------------------------------------------------------------- | -------------------------------------------------------------- | -------------------------------------------------------------- | -------------------------------------------------------------- | -------------------------------------------------------------- |
| Parti                                                          | Parti                                                          | Candidat                                                       | Votes                                                          | %                                                              |
|                                                                | Républicain                                                    | Glenn Thompson                                                 | 155 513                                                        | 56,7                                                           |
|                                                                | Démocrate                                                      | Mark B. McCracken                                              | 125 490                                                        | 43,26                                                          |
|                                                                | Libertarien                                                    | James Fryman                                                   | 6 155                                                          | 2,2                                                            |
| Total des votes                                                | Total des votes                                                | Total des votes                                                | 274 177                                                        | 100 %                                                          |
|                                                                | Les Républicains conservent                                    |                                                                |                                                                |                                                                |

### 2010
| Élection de 2010 du 5e district congressionnel de Pennsylvanie | Élection de 2010 du 5e district congressionnel de Pennsylvanie | Élection de 2010 du 5e district congressionnel de Pennsylvanie | Élection de 2010 du 5e district congressionnel de Pennsylvanie | Élection de 2010 du 5e district congressionnel de Pennsylvanie |
| -------------------------------------------------------------- | -------------------------------------------------------------- | -------------------------------------------------------------- | -------------------------------------------------------------- | -------------------------------------------------------------- |
| Parti                                                          | Parti                                                          | Candidat                                                       | Votes                                                          | %                                                              |
|                                                                | Républicain                                                    | Glenn Thompson (sortant)                                       | 125 740                                                        | 68,6                                                           |
|                                                                | Démocrate                                                      | Michael Pipe                                                   | 51 848                                                         | 28,3                                                           |
|                                                                | Libertarien                                                    | Vernon L. Etzel                                                | 5 654                                                          | 3,1                                                            |
| Total des votes                                                | Total des votes                                                | Total des votes                                                | 182 972                                                        | 100 %                                                          |
|                                                                | Les Républicains conservent                                    |                                                                |                                                                |                                                                |

### 2012
| Élection de 2012 du 5e district congressionnel de Pennsylvanie | Élection de 2012 du 5e district congressionnel de Pennsylvanie | Élection de 2012 du 5e district congressionnel de Pennsylvanie | Élection de 2012 du 5e district congressionnel de Pennsylvanie | Élection de 2012 du 5e district congressionnel de Pennsylvanie |
| -------------------------------------------------------------- | -------------------------------------------------------------- | -------------------------------------------------------------- | -------------------------------------------------------------- | -------------------------------------------------------------- |
| Parti                                                          | Parti                                                          | Candidat                                                       | Votes                                                          | %                                                              |
|                                                                | Républicain                                                    | Glenn Thompson (sortant)                                       | 177 704                                                        | 62,9                                                           |
|                                                                | Démocrate                                                      | Charles Dumas                                                  | 104 710                                                        | 37,1                                                           |
| Total des votes                                                | Total des votes                                                | Total des votes                                                | 282 414                                                        | 100 %                                                          |
|                                                                | Les Républicains conservent                                    |                                                                |                                                                |                                                                |

### 2014
| Élection de 2014 du 5e district congressionnel de Pennsylvanie | Élection de 2014 du 5e district congressionnel de Pennsylvanie | Élection de 2014 du 5e district congressionnel de Pennsylvanie | Élection de 2014 du 5e district congressionnel de Pennsylvanie | Élection de 2014 du 5e district congressionnel de Pennsylvanie |
| -------------------------------------------------------------- | -------------------------------------------------------------- | -------------------------------------------------------------- | -------------------------------------------------------------- | -------------------------------------------------------------- |
| Parti                                                          | Parti                                                          | Candidat                                                       | Votes                                                          | %                                                              |
|                                                                | Républicain                                                    | Glenn Thompson (sortant)                                       | 115 018                                                        | 63,60                                                          |
|                                                                | Démocrate                                                      | Kerith Strano Taylor                                           | 65 839                                                         | 36,40                                                          |
| Total des votes                                                | Total des votes                                                | Total des votes                                                | 180 857                                                        | 100 %                                                          |
|                                                                | Les Républicains conservent                                    |                                                                |                                                                |                                                                |

### 2016
| Élection de 2016 du 5e district congressionnel de Pennsylvanie | Élection de 2016 du 5e district congressionnel de Pennsylvanie | Élection de 2016 du 5e district congressionnel de Pennsylvanie | Élection de 2016 du 5e district congressionnel de Pennsylvanie | Élection de 2016 du 5e district congressionnel de Pennsylvanie |
| -------------------------------------------------------------- | -------------------------------------------------------------- | -------------------------------------------------------------- | -------------------------------------------------------------- | -------------------------------------------------------------- |
| Parti                                                          | Parti                                                          | Candidat                                                       | Votes                                                          | %                                                              |
|                                                                | Républicain                                                    | Glenn Thompson (sortant)                                       | 206 761                                                        | 67,16                                                          |
|                                                                | Démocrate                                                      | Kerith Strano Taylor                                           | 101 082                                                        | 32,84                                                          |
| Total des votes                                                | Total des votes                                                | Total des votes                                                | 307 843                                                        | 100 %                                                          |
|                                                                | Les Républicains conservent                                    |                                                                |                                                                |                                                                |

### 2018
| Élection de 2018 du 5e district congressionnel de Pennsylvanie | Élection de 2018 du 5e district congressionnel de Pennsylvanie | Élection de 2018 du 5e district congressionnel de Pennsylvanie | Élection de 2018 du 5e district congressionnel de Pennsylvanie | Élection de 2018 du 5e district congressionnel de Pennsylvanie |
| -------------------------------------------------------------- | -------------------------------------------------------------- | -------------------------------------------------------------- | -------------------------------------------------------------- | -------------------------------------------------------------- |
| Parti                                                          | Parti                                                          | Candidat                                                       | Votes                                                          | %                                                              |
|                                                                | Démocrate                                                      | Mary Gay Scanlon                                               | 198 639                                                        | 65,2                                                           |
|                                                                | Républicain                                                    | Pearl Kim                                                      | 106 075                                                        | 34,8                                                           |
| Total des votes                                                | Total des votes                                                | Total des votes                                                | 304 714                                                        | 100 %                                                          |
|                                                                | Les Démocrates prennent aux Républicains                       |                                                                |                                                                |                                                                |

### 2020
| Élection de 2020 du 5e district congressionnel de Pennsylvanie | Élection de 2020 du 5e district congressionnel de Pennsylvanie | Élection de 2020 du 5e district congressionnel de Pennsylvanie | Élection de 2020 du 5e district congressionnel de Pennsylvanie | Élection de 2020 du 5e district congressionnel de Pennsylvanie |
| -------------------------------------------------------------- | -------------------------------------------------------------- | -------------------------------------------------------------- | -------------------------------------------------------------- | -------------------------------------------------------------- |
| Parti                                                          | Parti                                                          | Candidat                                                       | Votes                                                          | %                                                              |
|                                                                | Démocrate                                                      | Mary Gay Scanlon (sortante)                                    | 255 743                                                        | 64,7                                                           |
|                                                                | Républicain                                                    | Dasha Pruett                                                   | 139 552                                                        | 35,3                                                           |
| Total des votes                                                | Total des votes                                                | Total des votes                                                | 395 295                                                        | 100 %                                                          |
|                                                                | Les Démocrates conservent                                      |                                                                |                                                                |                                                                |

### 2022
| Primaire Démocrate de 2022 du 5e district congressionnel de Pennsylvanie | Primaire Démocrate de 2022 du 5e district congressionnel de Pennsylvanie | Primaire Démocrate de 2022 du 5e district congressionnel de Pennsylvanie | Primaire Démocrate de 2022 du 5e district congressionnel de Pennsylvanie | Primaire Démocrate de 2022 du 5e district congressionnel de Pennsylvanie |
| ------------------------------------------------------------------------ | ------------------------------------------------------------------------ | ------------------------------------------------------------------------ | ------------------------------------------------------------------------ | ------------------------------------------------------------------------ |
| Parti                                                                    | Parti                                                                    | Candidat                                                                 | Votes                                                                    | %                                                                        |
|                                                                          | Démocrate                                                                | Mary Gay Scanlon (sortante)                                              | 79 816                                                                   | 100 %                                                                    |

| Primaire Républicaine de 2022 du 5e district congressionnel de Pennsylvanie | Primaire Républicaine de 2022 du 5e district congressionnel de Pennsylvanie | Primaire Républicaine de 2022 du 5e district congressionnel de Pennsylvanie | Primaire Républicaine de 2022 du 5e district congressionnel de Pennsylvanie | Primaire Républicaine de 2022 du 5e district congressionnel de Pennsylvanie |
| --------------------------------------------------------------------------- | --------------------------------------------------------------------------- | --------------------------------------------------------------------------- | --------------------------------------------------------------------------- | --------------------------------------------------------------------------- |
| Parti                                                                       | Parti                                                                       | Candidat                                                                    | Votes                                                                       | %                                                                           |
|                                                                             | Républicain                                                                 | David Galluch                                                               | 55 770                                                                      | 100 %                                                                       |

| Élection de 2022 du 5e district congressionnel de Pennsylvanie | Élection de 2022 du 5e district congressionnel de Pennsylvanie | Élection de 2022 du 5e district congressionnel de Pennsylvanie | Élection de 2022 du 5e district congressionnel de Pennsylvanie | Élection de 2022 du 5e district congressionnel de Pennsylvanie |
| -------------------------------------------------------------- | -------------------------------------------------------------- | -------------------------------------------------------------- | -------------------------------------------------------------- | -------------------------------------------------------------- |
| Parti                                                          | Parti                                                          | Candidat                                                       | Votes                                                          | %                                                              |
|                                                                | Démocrate                                                      | Mary Gay Scanlon (sortante)                                    | 205 128                                                        | 65,1                                                           |
|                                                                | Républicain                                                    | David Galluch                                                  | 110 058                                                        | 34,9                                                           |
|                                                                | Libertarien                                                    | Robert Margus (write-in)                                       | 0                                                              | 0,0                                                            |
| Total des votes                                                | Total des votes                                                | Total des votes                                                | 315 186                                                        | 100 %                                                          |
|                                                                | Les Démocrates conservent                                      |                                                                |                                                                |                                                                |

### 2024
| Primaire Démocrate de 2024 du 5e district congressionnel de Pennsylvanie | Primaire Démocrate de 2024 du 5e district congressionnel de Pennsylvanie | Primaire Démocrate de 2024 du 5e district congressionnel de Pennsylvanie | Primaire Démocrate de 2024 du 5e district congressionnel de Pennsylvanie | Primaire Démocrate de 2024 du 5e district congressionnel de Pennsylvanie |
| ------------------------------------------------------------------------ | ------------------------------------------------------------------------ | ------------------------------------------------------------------------ | ------------------------------------------------------------------------ | ------------------------------------------------------------------------ |
| Parti                                                                    | Parti                                                                    | Candidat                                                                 | Votes                                                                    | %                                                                        |
|                                                                          | Démocrate                                                                | Mary Gay Scanlon (sortante)                                              | 70 068                                                                   | 100 %                                                                    |

| Primaire Républicaine de 2024 du 5e district congressionnel de Pennsylvanie | Primaire Républicaine de 2024 du 5e district congressionnel de Pennsylvanie | Primaire Républicaine de 2024 du 5e district congressionnel de Pennsylvanie | Primaire Républicaine de 2024 du 5e district congressionnel de Pennsylvanie | Primaire Républicaine de 2024 du 5e district congressionnel de Pennsylvanie |
| --------------------------------------------------------------------------- | --------------------------------------------------------------------------- | --------------------------------------------------------------------------- | --------------------------------------------------------------------------- | --------------------------------------------------------------------------- |
| Parti                                                                       | Parti                                                                       | Candidat                                                                    | Votes                                                                       | %                                                                           |
|                                                                             | Républicain                                                                 | Alfe Goodwin                                                                | 37 361                                                                      | 100 %                                                                       |

| Élection de 2024 du 5e district congressionnel de Pennsylvanie | Élection de 2024 du 5e district congressionnel de Pennsylvanie | Élection de 2024 du 5e district congressionnel de Pennsylvanie | Élection de 2024 du 5e district congressionnel de Pennsylvanie | Élection de 2024 du 5e district congressionnel de Pennsylvanie |
| -------------------------------------------------------------- | -------------------------------------------------------------- | -------------------------------------------------------------- | -------------------------------------------------------------- | -------------------------------------------------------------- |
| Parti                                                          | Parti                                                          | Candidat                                                       | Votes                                                          | %                                                              |
|                                                                | Démocrate                                                      | Mary Gay Scanlon (sortante)                                    | TBD                                                            | TBD                                                            |
|                                                                | Républicain                                                    | Alfe Goodwin                                                   | TBD                                                            | TBD                                                            |
| Total des votes                                                | Total des votes                                                | Total des votes                                                | TBD                                                            | 100 %                                                          |
|                                                                |                                                                |                                                                |                                                                |                                                                |